# Ampedus nevadensis
Ampedus nevadensis là một loài bọ cánh cứng trong họ Elateridae. Loài này được LeConte miêu tả khoa học năm 1884.